# 전년성
전년성(田年成, 1942년 11월 5일 ~ , 전라남도 완도군)은 대한민국의 정치인이다. 제12대 인천 서구청장을 역임했다.

## 학력
- 서울공업고등학교
- 고구려대학

## 경력
- 1987.12 ~ 1998.09 동아학습사 대표,동아학습연구사 대표이사
- 1995.12 인천광역시 교육위원회 교육위원
- 제2대 인천광역시 교육위원회 부의장
- 제3대 인천광역시 교육위원회 의장
- 2006.09 ~ 2010.02 제5대 인천광역시교육위원회 교육의원,의장
- 남북환경교류연합 공동대표
- 2010.02 ~ 2010.05 민주당 인천시당 인재육성특별위원회 위원장
- 2010.07 ~ 2014.06 제11대 인천광역시 서구청장
- 2019.03 ~ : (사)인천광역시자원봉사센터 이사장
- 2022.10 ~ : 더불어민주당 인천광역시당 노인위원회 위원장

## 역대 선거 결과
|  | 46.01% |

|  | 0% |